# Katedra św. Jana Ewangelisty w Portsmouth
Katedra św. Jana Ewangelisty w Portsmouth (ang. Cathedral of St John the Evangelist, Portsmouth) – katedra rzymskokatolicka w Portsmouth. Główna świątynia diecezji Portsmouth. Mieści się przy Edinburgh Road.
Budowa świątyni zakończyła w 1882, konsekrowana w 1882. Projektantem świątyni był Joseph Hansom. Reprezentuje styl neogotycki. Posiada dwie wieże.